# Залесье (станция)
Залесье (белор. Залессе) — железнодорожная станция в Сморгонском районе Гродненской области. Расположена между остановочными пунктами Засковичи и Белосельский.
Станция расположена в одноимённом агрогородке. От станции отходит железнодорожная ветка к заводу Сморгоньсиликатобетон.

## В пути
Время в пути от станции Молодечно около 36 минут.